# レーティッシュ鉄道ABe4/16 3111-3166形電車

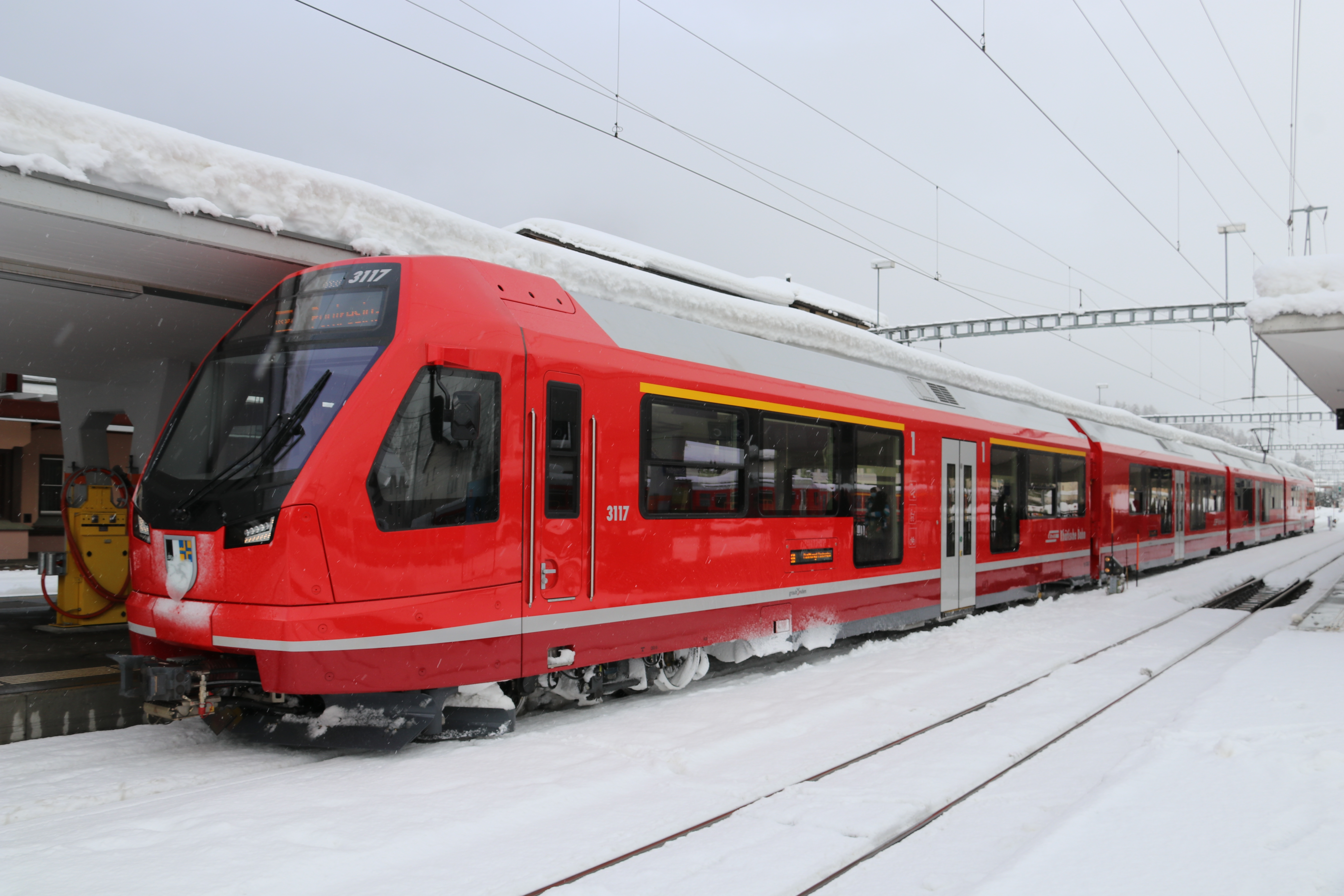
エンガディン線の普通列車に使用されるABe4/16 3117号機、写真手前側の制御車・付随車3両は車体中央が低床式、サメダン駅、2021年

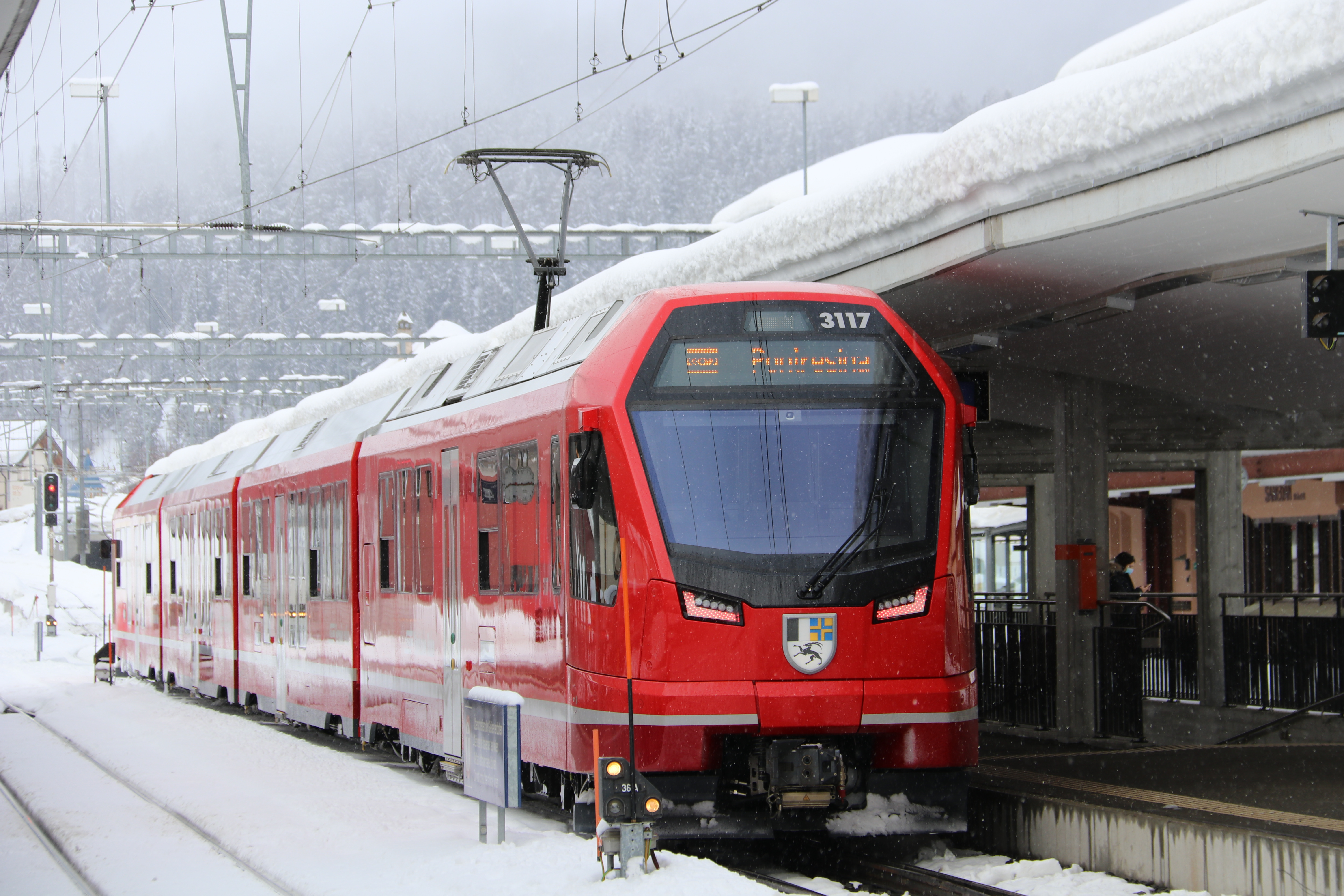
同じくABe4/16 3117号機、写真手前側の動力車は高床式、サメダン駅、2021年

レーティッシュ鉄道ABe4/16 3111-3166形電車（レーティッシュてつどうABe4/16 3111-3166がたでんしゃ）は、スイスのレーティッシュ鉄道の本線系統で使用される山岳鉄道用部分低床式電車である。

## 概要

### 導入の経緯
スイスの鉄道では、1990年代以降、低床式の客車や電車の導入によりバリアフリー化が推進されており、レーティッシュ鉄道でも1999年製のBDt 1751-1758形部分低床式制御客車の導入によって一部列車のバリアフリー化および終端駅での機関車付替作業の省略による効率化を図ってきたが、引続き近い将来代替が必要となる旧型の機材による運行が主体となっていた。そのため、2007年にはさらなるバリアフリー化や冷房化などのサービス向上と運行の効率化を図り、旧型の機材を代替するための4ステップからなる長期計画が以下の通り策定されている。
| ステップ    | 機種       | 導入数    | 予定運行区間                                                | 予算額                  | 備考                          |
| ----------- | ---------- | --------- | ----------------------------------------------------------- | ----------------------- | ----------------------------- |
| 第1ステップ | 交直流電車 | 3両15編成 | ベルニナ線、クール・アローザ線、ラントクアルト - ダヴォス間 | 約150百万スイス・フラン | 2010年運行開始予定            |
| 第2ステップ | 交流電車   | 4両5編成  | クール近郊区間                                              | 約50百万スイス・フラン  | 2007年末までに最終決定        |
| 第3ステップ | 客車       | 5両7編成  | クール - サンモリッツ間                                     | 約80百万スイス・フラン  | 2008-09年に導入の最終意思決定 |
| 第4ステップ | 交流電車   | 5両10編成 | ディセンティス/ミュスター - シュクオール・タラスプ間        | -                       | 導入については後日決定        |
| 1. 2. 3.    |            |           |                                                             |                         |                               |

本形式はこの計画の第4ステップ用の機材として計画されたもので、2018-19年からの運用を目標として2013年に予備プロジェクト"Retica 30 Flügeltriebzüge（RTZ）"が開始されている。”Retica 30”は30分毎の運行区間の拡大による利便性の向上を図る計画、”Flügeltriebzüge”（翼の列車）はラントクアルト - ダヴォス・プラッツ間の列車とラントクアルト - シュクオール・タラスプもしくはサンモリッツ間の列車を途中クロスタースまで併結して運行することにより、効率化および沿線の騒音低減と踏切遮断時間の短縮を図るものであり、法規制の変更に伴い、第1ステップ・第2ステップで導入された機体を追加製造することができなくなっていたことから新設計の機体を導入することとなった。この機体は多客時には2編成を併結（ラントクアルト - クロスタース間は計4編成併結）して運行することとして以下の通りの所要編成数が算定されたが、多客時でも全ての列車を2編成併結で運行する機会は少ないと想定されることと、その場合には6編成分は従来の機関車と客車の編成で運行することとして、計27編成を導入することとしている。
- ラントクアルト - ダヴォス・プラッツ：12編成
- ラントクアルト - シュクオール・タラスプもしくはサンモリッツ：16編成
- シュクオール・タラスプ - ポントレジーナ：3編成
- 運用予備/検査予備：2編成

その後2015年4月4日にレーティッシュ鉄道は「27 Flügeltriebzüge RTZ ABe 3111-3137」の名称で27編成（オプション19編成）の一般競争入札を公告し、同年8月28日までの期間で入札を受付けた結果、2016年にスイスのStadler Railを発注先に決定し、長期戦略"Strategie RhB 2020"の一環として6月30日に総額285百万スイス・フラン、発注27編成・オプション20編成の契約が締結されている。本契約の主な目的は以下の通り。
- 鉄道設備の近代化の推進
- スイスの障がい者平等法（英語版）（BehiG[注釈 2]）への準拠
- "Retica 30"計画による30分毎の運行範囲の拡大
- 自動連結器の装備による分割併合作業の効率化
- 状態基準保全[注釈 3]およびコンポーネント指向保全[注釈 4]の実施
- 111両の老朽化した機材の代替

また、設計要件は以下の通りとなっている。
- AC11 kV 16.7 Hz区間で運行する、重連総括制御が可能な4両編成の交流電車
- 衝突安全基準EN 15227への準拠と自動連結器の採用および、運転士の視界確保と着雪防止に配慮した前面デザインの採用
- 乾式主変圧器、空調装置の最適化および車体の断熱構造によるエネルギー消費量の削減
- 火災発生に備えた消火システムの採用
- システムの信頼性と冗長性の確保
- 4両編成中3両での低床・ノンステップエリアの確保と、引込式ステップを装備した乗降扉の設置
- 低床・ノンステップエリアへの車椅子対応トイレ、荷物・ベビーカー・スキー等のスポーツ用品の保管スペースと6台分[注釈 5]の自転車用ラックの設置
- ABe8/12 3501-3515形およびABe4/16 3101-3105形電車、ABi 5701-5706形客車をベースとした明るい客室内装および顧客情報提供システムの装備
- 客室への二酸化炭素濃度調整機能付空調装置、携帯電話電波増幅器、防犯カメラ、乗客数計測装置、運転指令所からの車内放送・車内案内表示装置制御機能の設置
- 空気ばね装備した台車の採用
- 制御伝送機能と診断機能を有した車両情報装置の搭載

この契約によりStadlerRailでは2016年秋から製造準備に着手して2017年8月から2021年10月にかけて全27編成を生産し、レーティッシュ鉄道では2019年12月から2021年12月にかけて順次運行を開始するスケジュールとなっていたところ、さらに9編成が追加発注されて発注36編成・オプション20編成、総額361百万スイス・フランの契約に改められ、2022年からクール - ディセンティス/ミュンスター間およびダヴォス・プラッツ - フィリズール間でも運行される計画となっている 。
その後、2010年代には"2007年機材近代化計画"は第3ステップまで進捗していたが、輸送量の増加やアルブラトンネルIIの建設工事、"Retica30"の先行実施などもあり、第1ステップで代替される予定であった1947、53年製で本線系統用のGe4/4I形電気機関車の一部や、第2ステップで代替される予定であった1971、79年製で本線のSバーン用のBe4/4 511-516形電車なども残存しており、レーティッシュ鉄道の機材の平均使用年数が30年を超えており、本形式36編成を導入しても20年を超える状況であったため、2020年に承認されたレーティッシュ鉄道の新しい長期戦略である"Strategie 2030"に基づく車両近代化計画に基づき、先の契約のオプションを行使する形で同年6月に本形式20編成を173百万スイス・フランで追加導入することとなり、合計56編成を534百万スイス・フランで導入するレーティッシュ鉄道史上最大の車両調達計画となっている。

### 製造
本形式の設計を担当したStadler Railは、第1 - 第3ステップで導入されたABe8/12 3501-3515形、ABe4/16 3101-3105形、ABi 5701-5706形の製造を担当したメーカーでもあり、本形式の基本構造や正面を除く車体内外の設計はこれらをベースとしたもので、同社のテーラーメイドシリーズ電車の1機種となっている。また、本形式はABe8/12 3501-3515形やABe4/16 3101-3105形と同様に、動力分散式ではなく編成中の高出力の電動車が客車および制御客車を牽引する形態である一方で、これらの機体とは異なり機関車兼用として客車・貨車を牽引することを想定しておらず、本形式での併結のみが可能なものとなっている。これにより、自動連結器を装備して作業効率化を図ることができるようになったほか、客車・貨車用の真空ブレーキ装置や低圧電源用引通し線を省略することによる軽量化とコスト削減を図ったことが特徴で、1000 kWの定格出力、142 kNの牽引力と120 km/hの最高速度、運行可能最急勾配60 パーミルの性能を持つとともに、低床部の床面高さをレール面上450 mmとしたバリアフリー対応の機体となっている。
第1編成であるABe4/16 3111号機は2019年4月15日にStadler Railのアルテンハイン工場でロールアウトし、その後レーティッシュ鉄道のラントクアルト工場へ輸送されている。アルテンハイン工場ではレーティッシュ鉄道の架線電圧であるAC11 kV 16.7 Hzを供給できなかったため、低圧電源のみでの試験を実施し、架線電圧での定置試験および試運転はラントクアルト工場で実施されている。
本形式は編成としてABe4/16形の形式で呼称されているほか、編成内の各車は片運転台式の電車であるBe4/4 310形2等電車と中間客車のB 316形およびB 317形2等多目的部分低床式客車、片運転台式の制御客車であるAt 318形1等制御客車の構成となっている。一例として第1編成の編成形式番号と各車の形式番号は以下のようになっており、形式番号のうち5桁目の"3"は固定編成の電車を、4桁目の"1"は本線系統用車両を、3桁目のうち"8"は制御客車、"6"および”7”は多目的客車、"0"は動力車をそれぞれ示し、2・1桁目が各機体の機番（本形式では10番台の機番が付されている）を示している。
- ABe4/16 3111 - At 31811 + B 31711 + B 31611 + Be4/4 31011

2007年機材近代化計画で導入されていた機材にはレーティッシュ鉄道沿線で使用されているロマンシュ語による名称が付与されることとなっており、本形式には2018年1月から実施された公募により、グラウビュンデン州の山地に多数生息し、同州の紋章にも使用されているアイベックスを意味する「カプリコーン」（Capricorn）の名称となったほか、個別の編成にはグラウビュンデン州の峰の名称がつけられることとなり、第1編成であるABe4/16 3111号機が"Piz Ela"という名称となって、2020年10月9日にフィリズールで命名式が執り行われている。また、レーティッシュ鉄道内ではABe8/12 3501-3515形をZTZ（ALLEGRA-Zweispannungstriebzüge）、ABe4/16 3101-3105形をSTZ（ALLEGRA-Stammnetztriebzüge）、ABi 5701-5706形をAGZ（Alvra-Gliederzug）とも呼称されており、これに対し本形式はRTZ（Retica 30 Flügeltriebzüge）と呼称されている。

## 仕様

### 車体

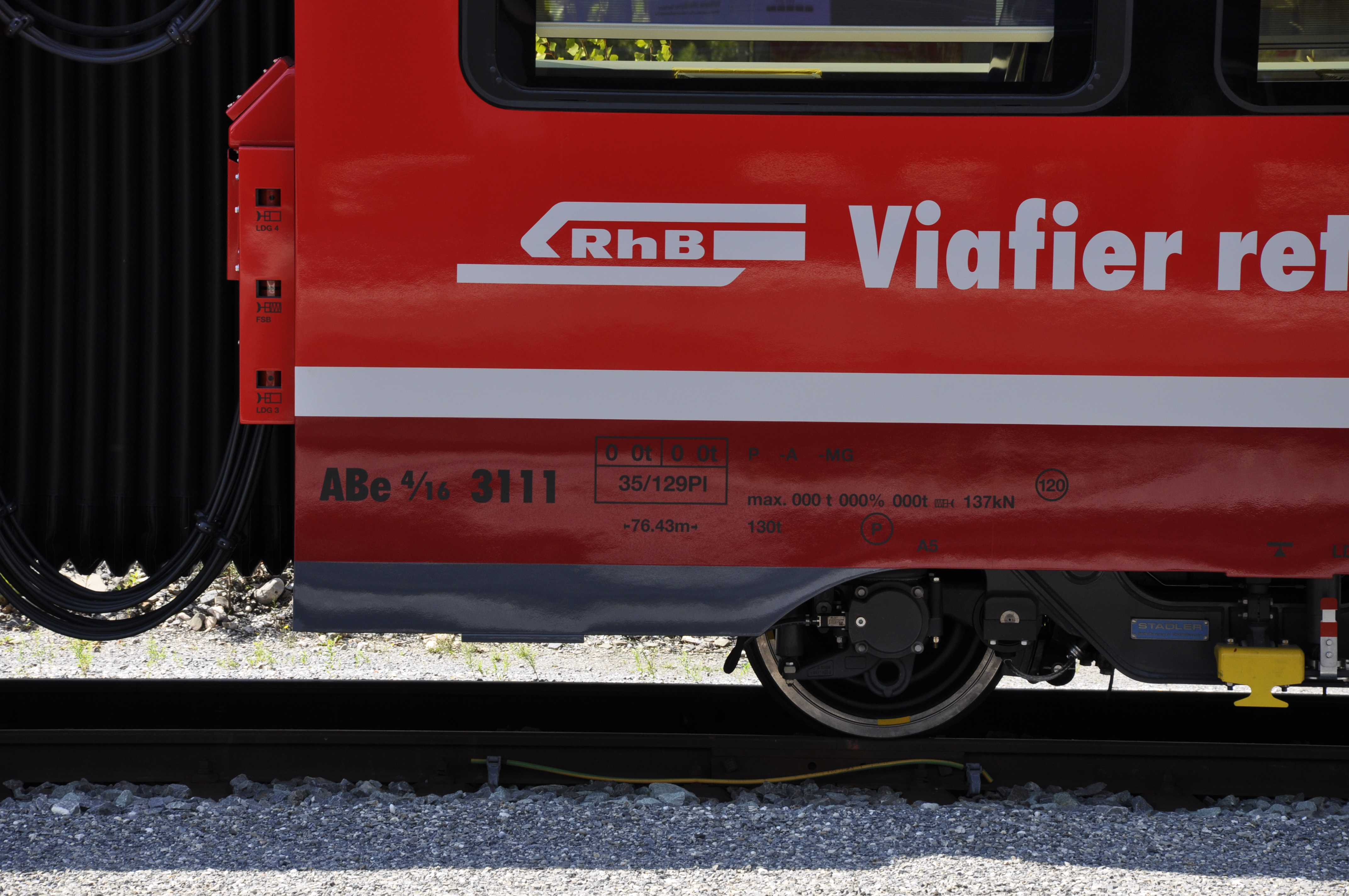
ABe4/16 3111号機の動力車の車端部及び台車付近、2019年

- 本形式は車軸配置Bo'Bo'+2'2'+2'2'+2'2'の4両固定編成で、個別形式は前位側からABe4/4 350形電車、B 316形客車、B 317形客車、At 318形制御客車となっているが、固定編成で使用されることを前提としており、機器類も分散配置されている。編成端のABe4/4 350形は床面高さ1053 mmの高床式、中間のB 316形およびB 317形は両端の台車上部が高さ960 mmの高床式、その他の部分がレーティッシュ鉄道のホーム高さ370 mmに対応した床面高さ450 mmの低床式となっており、編成端のAt 318形は編成端側の台車を積雪や落石による脱線防止のため車輪径の大きいものとしているため、編成端側台車上部の床面高を1053 mmとし、編成内側台車上部は960 mm、中央部は450 mmとしている[20]。
- 車体は車体長約18 m級で、構体は基本的にアルミ製で押出型材を多用した車端耐荷重800 kN[21]のもので、車体側面の上部を内側に絞り、台枠は台車がはまり込む構造として屋根上機器および床下機器のカバーを装備したものとなっている。先頭部はABe8/12 3501-3515形などと同じく運転台部分に縦方向に左右2本設置された太径の鋼管などによる骨組みにガラス繊維強化プラスチック製外装を装備したものであるが、連結器の自動連結器への変更と衝突安全基準EN 15227への適合のため前面内部の台枠前端部にアンチクライマーが設置されて[20]外観デザインが変更となっており、くの字状の前面に左右方向にカーブした1枚曲面ガラスの前面窓を設け、左右側面も前面下部へ向かって内側へ絞った形状であり、前面窓ガラスの上部にLEDの行先表示器と前照灯が、下部にLED式の前照灯と標識灯のユニットが設置されている。本形式の先頭部構造とデザインはStadlerRailが製造する、ストールストックホルムス・ロカールトラフィーク[注釈 10]がロスラグスバナンに導入予定のX15p形電車やマッターホルン・ゴッタルド鉄道[注釈 11]が導入予定のラック式電車であるORIONと類似のものとなっている。
- 側面窓は大型の固定式を基本として一部が上段下降、下段固定式となっており、乗降扉脇の窓下部にはLED式の行先表示器が設置されている。乗降扉は各車片側1箇所ずつ開口幅1220 mm/有効幅1200 mmの電気駆動のスライド式プラグドアを設置しており、低床式のAt 318形、B 317形、B 316形の乗降口はノンステップで扉下部の床内に引込式のステップを装備している[20]。
- レーティッシュ鉄道の車両の連結器は、クール近郊のSバーン用であったBe4/4 511-516形による編成ではSAAS[注釈 12]製の+GF+自動連結器[注釈 13]を、その他の車両が緩衝器が中央、フック・リングがその左右にあるタイプのねじ式連結器を装備しているが、本形式は近年のスイス国内で普及している、2本の空気管を同時に接続でき、下部に電気連結器を併設している新型のSchwab[22]タイプ自動連結器を装備しており、本形式同士の併結のみを想定している。また、車体の前面下部に上部がステップを兼ねた大型のスノープラウが、台車先頭部にも小型のスノープラウが設置されており、カーブの区間でも確実に除雪ができるようになっている。
- 運転室はABe8/12 3501-3515形以降の標準的な形態の中央運転台のデスクタイプのもので、マスターコントローラーは右側が力行/電気ブレーキ、左側がブレーキの2ハンドル式のものを設置しており、3面式の計器盤の各計器類には従来タイプの針式のもののほか、車両情報装置用の液晶ディスプレイ3面が設置されている。また、乗務員用扉は左側のみの設置、側面窓には電動式のバックミラーが設置されている。
- 室内はAt 318形は全室が1等室で2+1列の3人掛けでシートピッチ2050 mm[20]の固定式クロスシートが低床部2ボックス/高床部2ボックス設置され、その他の車両は全室が2等室で2+2列の4人掛けでシートピッチ1800 mm[20]の固定クロスシートがB 317形では低床部1ボックス/高床部4ボックス、B 316形では低床部1ボックス/高床部に5ボックス、Be4/4 350形では高床部のみ5ボックスとシートピッチ900 mm[20]で前向きに1列が設置されており、B 316形の低床部の1ボックスの折畳み式2人掛3脚の配置で2台分の車椅子スペースとなっている[15]。
- 各車の低床部には自転車積載用ラックとスキー等の置場を兼ねたベビーカー置場が設置されているほか、壁面にはB 317形に12席、B 316形に6席分の折畳座席、B 317形の車端部にはトイレと機器室、B 316形には車椅子対応トイレ、Be4/4 350形の連結側車端部には機器室がそれぞれ設置されている[15]。内装はABe8/12 3501-3515形以降のレーティッシュ鉄道の標準デザインのもので、座席は1等室、2等室いずれも1名分ずつの独立した形状のバケットシートで肘掛とヘッドレスト付で、1等室のものは黒系色のモケットと白の布製ヘッドレストカバー付、2等室のものは青系色のモケットとビニール製ヘッドレスト付のものとなっている。また、各座席にはコンセントとボックス毎に小型の固定式テーブルが、客室内には列車位置情報など各種案内用の液晶ディスプレイが設置されて運転台上部に設置されたカメラからの前方の風景を映すことも可能となっている[21]ほか、火災報知器と消火装置、客室内防犯カメラを装備している[15]。
- 車体塗装もABe8/12 3501-3515形以降のレーティッシュ鉄道の標準デザインのもので、赤をベースに車体裾部が濃赤色で赤色との境界部分に銀帯が入り、窓周りを黒としたもので、側面窓下にレーティッシュ鉄道のロゴがが入り、正面下部中央には電照式のグラウビュンデン州の紋章がつく。また、屋根および屋根上機器、乗降扉が銀色、床下機器と台車、床下機器カバーの下辺部はダークグレーである。

### 走行機器
- 制御方式は主変換装置によるコンバータ・インバータ式のもので、Be4/4 350形にシングルアーム式パンタグラフ2基、主変換装置、ブレーキ用抵抗器、主電動機などの走行装置を搭載し、主変換装置の1組のインバータで台車ごとの主電動機を制御するもの[16]となっている。2編成併結時には片側の編成がダウンした状況でも最急勾配区間で運行することができる性能とし、冗長性は2編成以上を併結しての運行が多くなることが想定されていることを踏まえたものとしてコストの削減を図っている[16]。
- ブレーキ装置は電気ブレーキとして主変換装置による回生ブレーキと、架線電圧急変時に空気ブレーキが立上がるまでの間に使用される発電ブレーキを装備する[16]ほか、空気ブレーキ、駐機用ばねブレーキを装備する。
- 台車はStadler Rail製の低床式台車で、ABe4/4 350形の動台車および制御客車の編成端側の従台車は車輪径810 mm、軸距2000 mm、中間客車および制御客車の編成内側の従台車は車輪径685 mm、軸距1800 mm[20]のいずれもボルスタレス式台車で枕ばねは空気ばね、軸ばねはコイルばねで軸箱支持方式は軸梁式となっている。

### 主要諸元
| 項目              | 形式             | At 318                                                                               | B 317                                                                                | B 316                                                                                | Be4/4 310                                                                            |
| 項目              | 車号             | 11-66                                                                                | 11-66                                                                                | 11-66                                                                                | 11-66                                                                                |
| ----------------- | ---------------- | ------------------------------------------------------------------------------------ | ------------------------------------------------------------------------------------ | ------------------------------------------------------------------------------------ | ------------------------------------------------------------------------------------ |
| 軌間              | 軌間             | 1000 mm                                                                              | 1000 mm                                                                              | 1000 mm                                                                              | 1000 mm                                                                              |
| 電気方式          | 電気方式         | AC15 kV 16.7 Hz                                                                      | AC15 kV 16.7 Hz                                                                      | AC15 kV 16.7 Hz                                                                      | AC15 kV 16.7 Hz                                                                      |
| 車軸配置          | 車軸配置         | 2'2'+2'2'+2'2'+Bo'Bo'                                                                | 2'2'+2'2'+2'2'+Bo'Bo'                                                                | 2'2'+2'2'+2'2'+Bo'Bo'                                                                | 2'2'+2'2'+2'2'+Bo'Bo'                                                                |
| 編成長            | 編成長           | 76432mm                                                                              | 76432mm                                                                              | 76432mm                                                                              | 76432mm                                                                              |
| 全長              | 全長             | 19666 mm                                                                             | 18550 mm                                                                             | 18550 mm                                                                             | 19666 mm                                                                             |
| 車体長            | 車体長           | 18923 mm                                                                             | 17600 mm                                                                             | 17600 mm                                                                             | 18923 mm                                                                             |
| 車体幅            | 車体幅           | 2670 mm                                                                              | 2670 mm                                                                              | 2670 mm                                                                              | 2670 mm                                                                              |
| 全高              | 全高             | 3780 mm                                                                              | 3780 mm                                                                              | 3780 mm                                                                              | 3780 mm                                                                              |
| 屋根高            | 屋根高           | 3780 mm                                                                              | 3780 mm                                                                              | 3780 mm                                                                              | 3780 mm                                                                              |
| 床面高            | 床面高           | 1053/450 /960 mm                                                                     | 450/960 mm                                                                           | 450/960 mm                                                                           | 1053 mm                                                                              |
| 台車軸距          | 台車軸距         | 2000/1800 mm                                                                         | 1800 mm                                                                              | 1800 mm                                                                              | 2000 mm                                                                              |
| 台車中心間距離    | 台車中心間距離   | 12830 mm                                                                             | 12830 mm                                                                             | 12830 mm                                                                             | 12830 mm                                                                             |
| 車輪径            | 車輪径           | 810/685 mm                                                                           | 685 mm                                                                               | 685 mm                                                                               | 810 mm                                                                               |
| 自重              | 自重             | 119/146 t                                                                            | 119/146 t                                                                            | 119/146 t                                                                            | 119/146 t                                                                            |
| 定員              | 編成             | 1等35(うち低床部12)名、2等129(うち低床部14部)名、折畳席18(うち低床部18)名、車椅子2名 | 1等35(うち低床部12)名、2等129(うち低床部14部)名、折畳席18(うち低床部18)名、車椅子2名 | 1等35(うち低床部12)名、2等129(うち低床部14部)名、折畳席18(うち低床部18)名、車椅子2名 | 1等35(うち低床部12)名、2等129(うち低床部14部)名、折畳席18(うち低床部18)名、車椅子2名 |
| 定員              | 1等              | 35名                                                                                 | -                                                                                    | -                                                                                    | -                                                                                    |
| 定員              | 2等              | -                                                                                    | 40名                                                                                 | 46名                                                                                 | 43名                                                                                 |
| 定員              | 車椅子           | -                                                                                    | -                                                                                    | 2名                                                                                  | -                                                                                    |
| 定員              | 折畳席           | -                                                                                    | 12名                                                                                 | 6名                                                                                  | -                                                                                    |
| 定員              | 自転車           | 1台                                                                                  | 7台                                                                                  | 4台                                                                                  | -                                                                                    |
| ブレーキ装置      | ブレーキ装置     | 回生ブレーキ、発電ブレーキ、空気ブレーキ、駐機ばねブレーキ                           | 回生ブレーキ、発電ブレーキ、空気ブレーキ、駐機ばねブレーキ                           | 回生ブレーキ、発電ブレーキ、空気ブレーキ、駐機ばねブレーキ                           | 回生ブレーキ、発電ブレーキ、空気ブレーキ、駐機ばねブレーキ                           |
| 信号保安装置      | 信号保安装置     | ZSI-127                                                                              | ZSI-127                                                                              | ZSI-127                                                                              | ZSI-127                                                                              |
| 連結器            | 連結器           | 自動連結器/半永久連結器                                                              | 半永久連結器                                                                         | 半永久連結器                                                                         | 半永久連結器/自動連結器                                                              |
| 性能              | 連続定格出力     | 1000 kW                                                                              | 1000 kW                                                                              | 1000 kW                                                                              | 1000 kW                                                                              |
| 性能              | 最大出力         | 1600 kW                                                                              | 1600 kW                                                                              | 1600 kW                                                                              | 1600 kW                                                                              |
| 性能              | 起動時牽引力     | 142 kN（41 km/hまで一定）                                                            | 142 kN（41 km/hまで一定）                                                            | 142 kN（41 km/hまで一定）                                                            | 142 kN（41 km/hまで一定）                                                            |
| 性能              | 最高速度         | 120 km/h                                                                             | 120 km/h                                                                             | 120 km/h                                                                             | 120 km/h                                                                             |
| 装備一覧          | 運転室           | ○                                                                                    | ×                                                                                    | ×                                                                                    | ○                                                                                    |
| 装備一覧          | 低床客室         | ○                                                                                    | ○                                                                                    | ○                                                                                    | ×                                                                                    |
| 装備一覧          | ベビーカー置場   | ○                                                                                    | ○                                                                                    | ○                                                                                    | ×                                                                                    |
| 装備一覧          | 自転車置場       | ○                                                                                    | ○                                                                                    | ○                                                                                    | ×                                                                                    |
| 装備一覧          | トイレ           | ×                                                                                    | ○                                                                                    | ×                                                                                    | ×                                                                                    |
| 装備一覧          | 車椅子対応トイレ | ×                                                                                    | ×                                                                                    | ○                                                                                    | ×                                                                                    |
| 装備一覧          | 集電装置         | ×                                                                                    | ×                                                                                    | ×                                                                                    | ○                                                                                    |
| 装備一覧          | 主制御装置       | ×                                                                                    | ×                                                                                    | ×                                                                                    | ○                                                                                    |
| 1. 2. 3. 4. 5. 6. |                  |                                                                                      |                                                                                      |                                                                                      |                                                                                      |

## 運行
- 2019年4月15日に約120名が参加して本形式のロールアウト式典が実施されている[23]。その後2020年10月時点では10編成が納入され、うち4編成が試運転に、2編成が乗務員訓練用に使用されており、残る4編成が営業運転に使用され、主に以下の区間で運用されている[19]。
  - ダヴォス・プラッツ - フィリズール
  - ダヴォス・プラッツ - クロスタース
  - ラントクアルト - ダヴォス・プラッツ
  - クール - ライヒェナウ間を中心としたSバーン
- 2020-21年冬ダイヤでは本形式用の6運用が設定されており、平日における運用は以下の通り[24]となっているほか、順次その他の運用でも使用されている。

| ABe4/16 3111-3166形2020-21冬ダイヤ平日運用一覧 | ABe4/16 3111-3166形2020-21冬ダイヤ平日運用一覧 | ABe4/16 3111-3166形2020-21冬ダイヤ平日運用一覧 | ABe4/16 3111-3166形2020-21冬ダイヤ平日運用一覧 |
| 運用                                           | 出庫                                           | 運行概要 | 入庫                                           |
| ---------------------------------------------- | ---------------------------------------------- | --- | ---------------------------------------------- |
| 401                                            | ラントクアルト                                 | ラントクアルト→ダヴォス・プラッツ、ダヴォス・プラッツ→フィリズール | フィリズール                                   |
| 402                                            | ダヴォス・プラッツ                             | ダヴォス・プラッツ - フィリズール間1往復、ダヴォス・プラッツ - クロスタース間3往復、ダヴォス・プラッツ - ダヴォス・グラリス間1往復、ダヴォス・プラッツ - クロスタース間1往復、ダヴォス・プラッツ→ラントクアルト        | ラントクアルト                                 |
| 403                                            | ラントクアルト                                 | 運用予備 | ラントクアルト                                 |
| 404                                            | ダヴォス・プラッツ                             | ダヴォス・プラッツ - フィリズール間2往復、ダヴォス・プラッツ - ダヴォス・グラリス間1往復、ダヴォス・プラッツ - フィリズール間1往復、ダヴォス・プラッツ - クロスタース間4往復、ダヴォス・プラッツ - フィリズール間1往復 | ダヴォス・プラッツ                             |
| 405                                            | ラントクアルト                                 | 運用予備 | ラントクアルト                                 |
| 406                                            | ラントクアルト                                 | 検査予備 | ラントクアルト                                 |
| 1.                                             |                                                | |                                                |

- 2021年夏にはラントクアルト - フィリズール間の列車がすべて本形式で運行されるほか、当初の予定であったラントクアルト - クロスタース - ダヴォス・プラッツ/サンモリッツ間の運行が開始される予定となっており、2024年末までに全56編成が揃う計画となっている[19][15]。
- 本形式が運行されるラントクアルト - ダヴォス・プラッツ間のプレティガウ線は全長32.4 km（うち複線約4 km）、最急勾配：45パーミル、最小曲線半径100 m、標高523.4 - 1652.2 mの路線であり、スイス国鉄と連絡するラントクアルトから、同じくラントクアルトでライン川から分かれる支流のラントクアルト川を遡り、クロスタースを経由してダヴォスの手前で分水嶺を越えてダヴォス湖およびそこから流れるランドヴァッサー川沿いのダヴォス・プラッツへ至る路線である。
- ダヴォス - フィリズール間は全長19.3 km、 最急勾配35パーミル、 標高1080.2 - 1540. 2mの路線であり、プラティガウ線のダヴォス・プラッツからアルブラ線のフィリズールの間をランドヴァッサー川に沿って下る山岳路線で、比較的距離は短いが、トンネルが14箇所と多く、うち2本は900mを越え、また橋梁は7箇所であるが、このうちウィーセナー橋は長さ204m、高さ87mの石造橋で、この線名所のひとつとなっている。
- フェライナ線はプレティガウ線のクロスタースから分岐し、標高2383mのフュルエラ峠をくぐる全長19kmのフェライナトンネルを通過してエンガディン線のツェルネッツもしくはサヤインスに至る新しい路線で、エンガディン地方への速達ルートとなっており、旅客列車・貨物列車のほか、標準18両編成、編成長320mのカートレインが運行されている。
- エンガディン線は全長49.4 km、最急勾配25パーミル、標高1286.7 - 1710.2 mで、エンガディン地方のアルブラ線のベーベルからドナウ川の支流であるイン川に沿ってオーバーエンガディンの下流部からウンターエンガディンの古くからの保養地であるシュクオールまでの区間を下っていく路線であり途中ツェルネッツおよびサヤインスでフェライナ線に接続している。

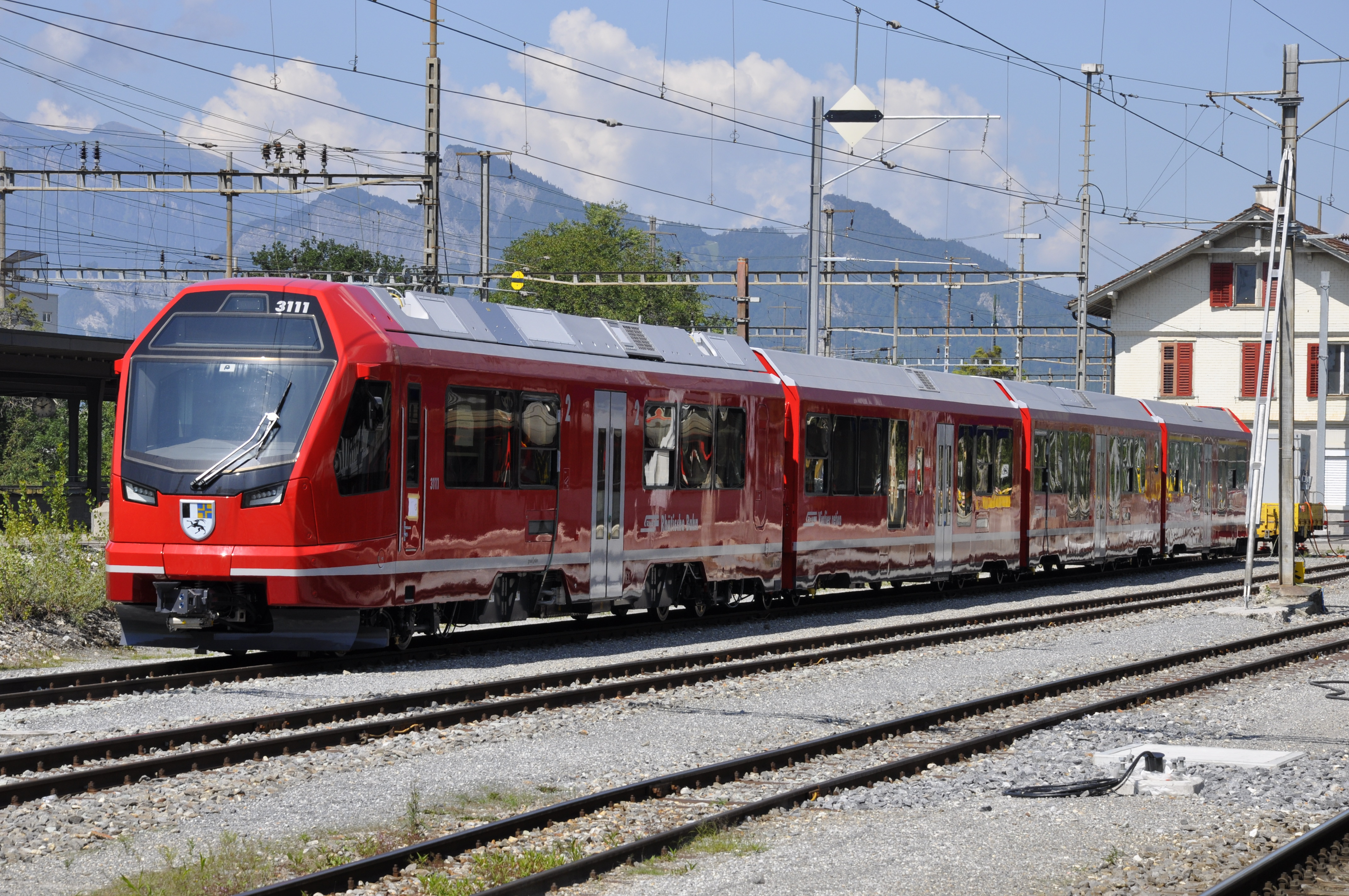
新造直後のABe4/16 3111号機、2019年
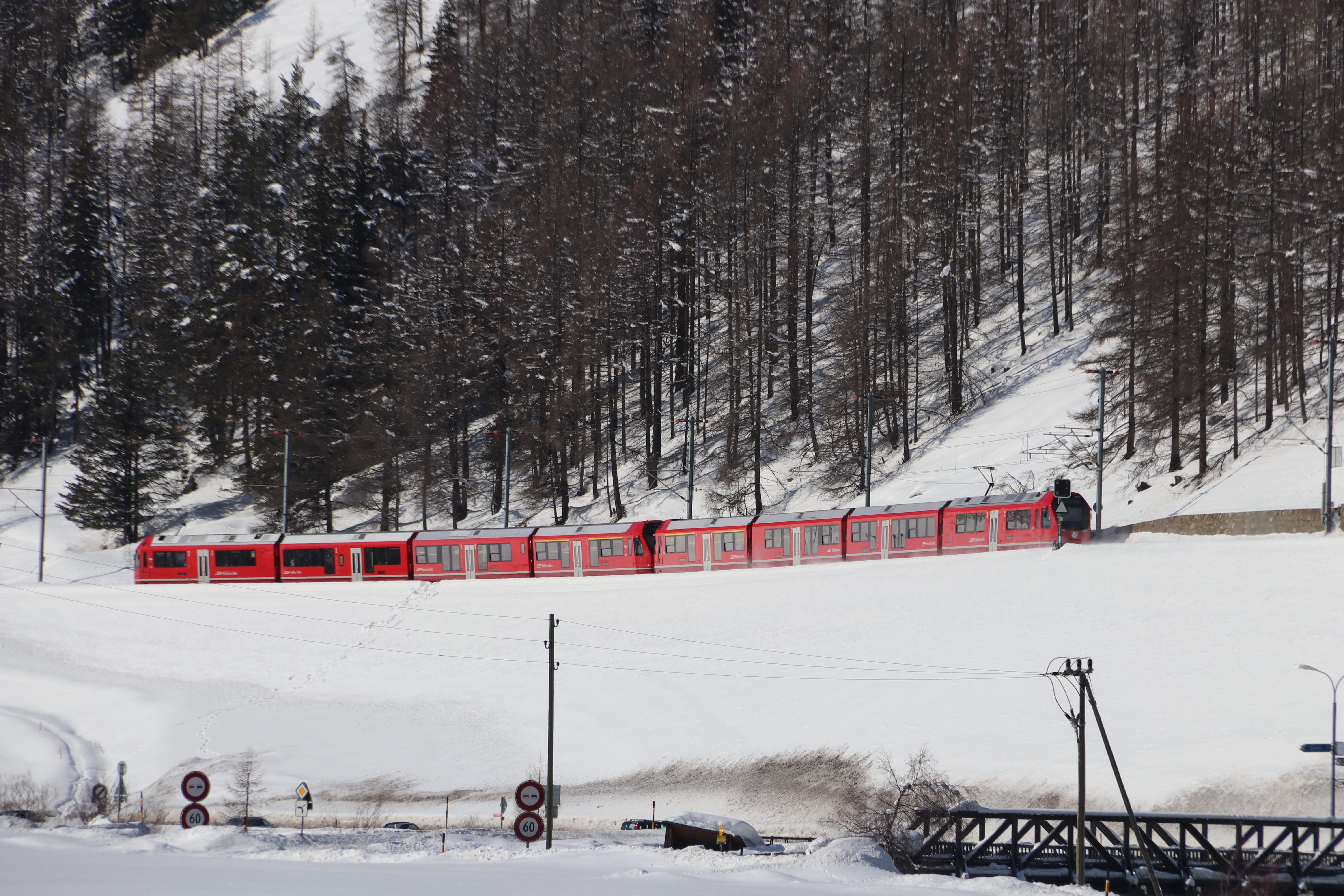
ABe4/16 3111号機とABe4/16 3112号機号機の重連によるプラティガウ線経由のサンモリッツ - ラントクアルト間のレギオエクスプレス、2021年
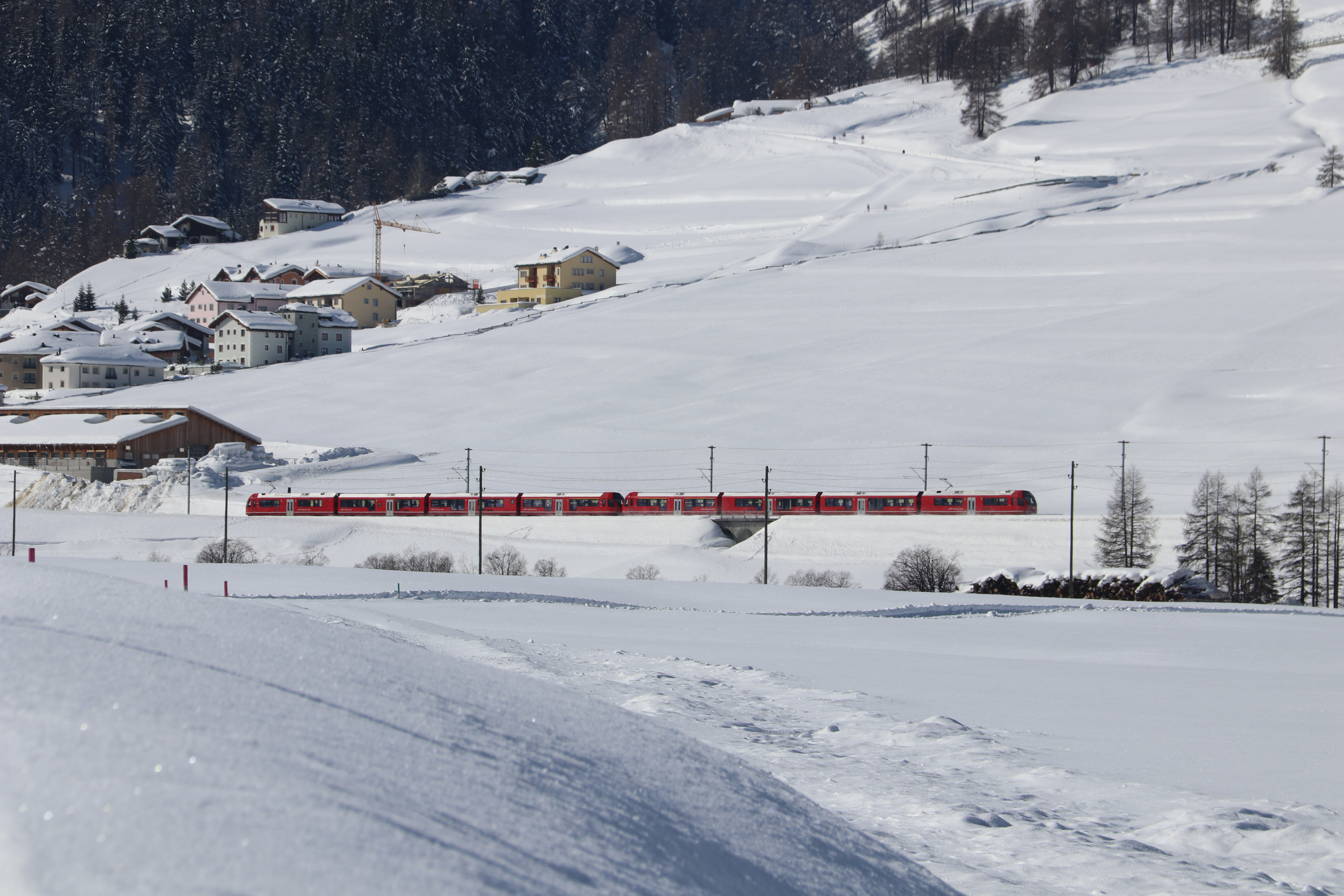
同じくABe4/16 3111号機とABe4/16 3112号機号機の重連によるレギオエクスプレス、本形式は本形式のみの編成で運用される、2021年
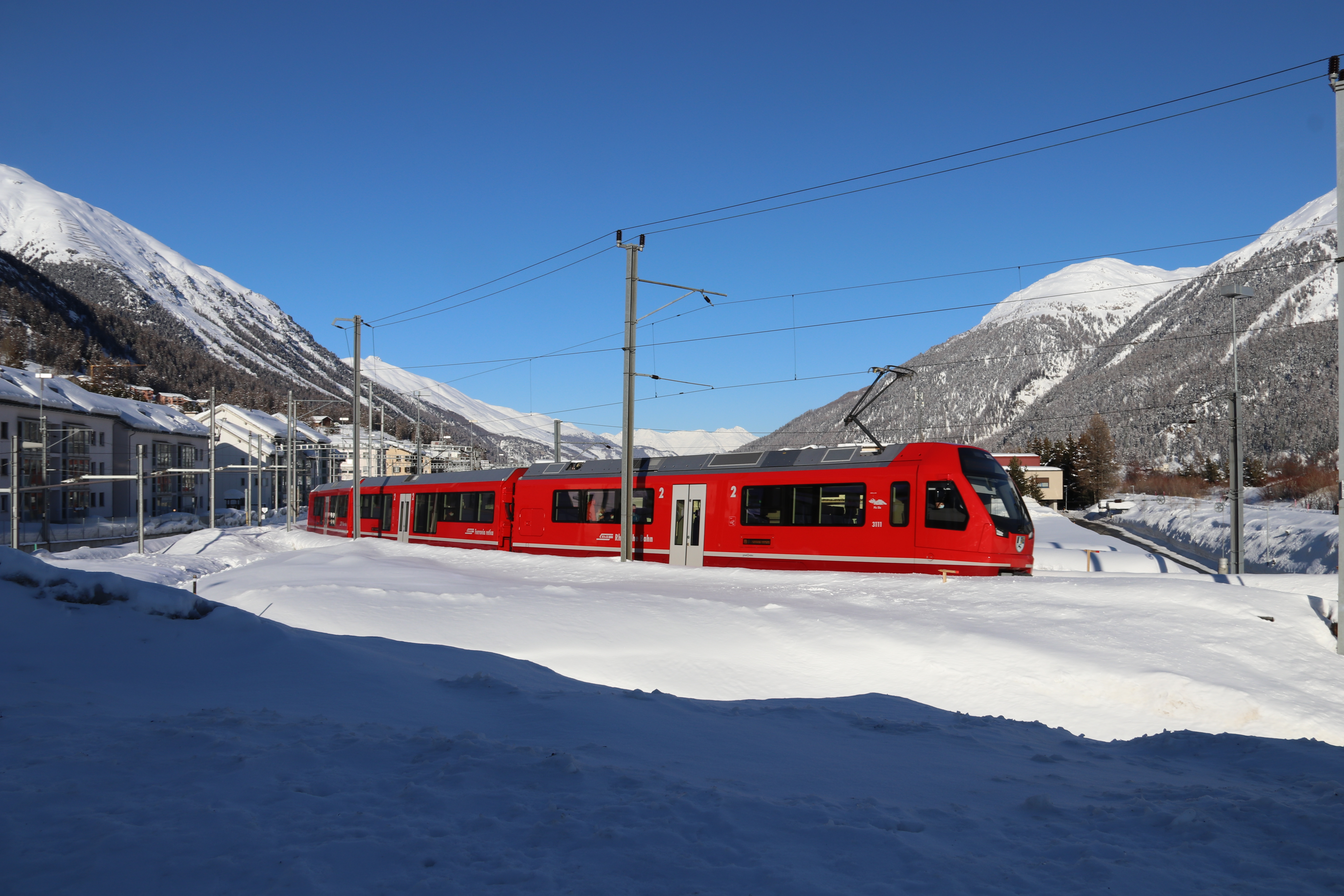
エンガディン線の普通列車に使用されるABe4/16 3111号機、2021年
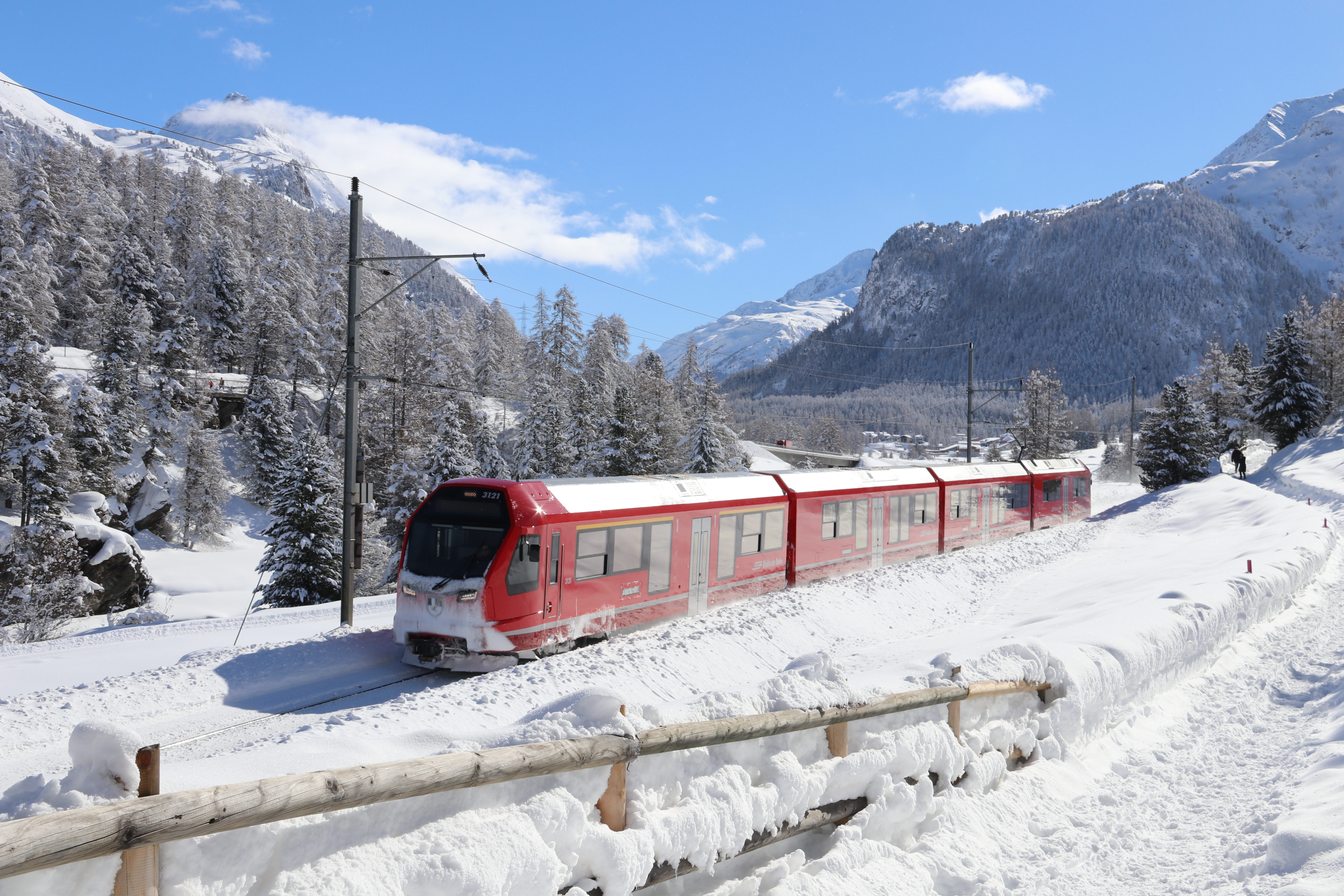
サメダン駅付近を走行するABe4/16 3121号機、2021年